# إغيريا
إغيريا (وتسمى أيضا Aetheria أو Etheria) مؤلفة عاشت في العصور القديمة المتأخرة من شمال إسبانيا أو الغال، كانت حاجةً في أواخر القرن الرابع، ربما من 381 إلى 384 م،  سافرت إلى الأراضي المقدسة وكتب رحلة حول هذا الموضوع في شكل رسالة إلى نساء أخريات (Itinerarium Egeriae ، Peregrinatio Aetheriae).

## سؤال المؤلف
لم يحفظ اسم المؤلفة في النص بسبب فقد بداية المؤلف. لذلك على المرء أن يعتمد على معلومات غير مباشرة في النص والخصائص اللغوية.
عرفها جاموريني Gian Francesco Gamurrini في أول منشوراته باسم «سيلفيا أكويتين»، قريبة القائد البرايتوري روفينوس Flavius Rufinus، الذي يروي رحلتهم إلى فلسطين بالاديوس Palladius. 1903، تمكن ماريوس فيروتين من إظهار  أنها كانت امرأة تدعى إغيريا أو أثيريا  ، وقد أبلغ الراهب فاليريوس فون بيرزو من جليقية عن رحلته إلى الأراضي المقدسة في عام 680م. هذا هو الأساس أيضًا للافتراض، الذي تدعمه الأبحاث إلى حد كبير، أن إجيريا اصولها من شمال إسبانيا.
ومع ذلك، يبقى الأصل من جنوب غرب بلاد الغال (آكيتاين) محل اعتبار. إذ تم تفسير مقارنتها بين نهر الرون والفرات (18.2) والسمات اللغوية المختلفة على أنها مؤشر على ذلك.
كما أن الوضع الاجتماعي والديني للمؤلفة والمخاطبين في النص غير معروف تمامًا. إغيريا تسمي المخاطبين في كتاباتها بـ «السيدات الأخوات» (Dominae sorores venerabiles 3.8، 20.5)،  ما يحعل المرء يستتج أن المقصود هن الراهبات. لأنها مذكورة في ثلاثة فهارس مكتبة من العصور الوسطى من القرن الثاني عشر إلى الخامس عشر في الرهبنة البندكتية بلقب الرئيسة إغيريا Egeria abbatissa،  فليس مستبعدًا أن إغيريا نفسها كانت راهبة. ومع ذلك، كان هذا التبجيل بين المسيحيين العاديين شائع أيضًا خارج مجتمعات الدير. إن حريتها والأمكانات المالية للسفر تذكرنا بشكل أكبر بعضو من الطبقة العليا الرومانية الغنية، الذين أمكن توثيق العديد من النساء من دائرتهم في أواخر العصور القديمة، مثل ميلانيا الكبرى وميلانيا الصغرى، كحجاج إلى الأراضي المقدسة.
وقد سُئل عما إذا كانت إغيريا قد عمدت عندما بدأت رحلتها. تولي أخبارها اهتماما خاصا لطقوس المعمودية والاستعداد للمعمودية والتعليم المسيحي. نظرًا لحقيقة أنها بقيت في القدس لمدة ثلاث سنوات، فمن المحتمل أنها مرت بتعليمها الخاص هناك وتعتمدت. من ناحية أخرى، تظهر كتاباتها معرفة جيدة بالنصوص الكتابية. يختلف تقريرها في نقطة واحدة عن تقارير الحج في العصور القديمة المتأخرة الأخرى التي كتبها الرهبان: على الرغم من أنها تصف عدة مرات أنه استقبلتها وقادها الرهبان، إلا أنها لا تورد شيء عن معجزات صنعوها أو عن المحادثات التي أجراها معهم.
عنوان العمل غير معروف كذلك، مسار إغيريا Itinerarium Egeriae أو غربة إثيريا Peregrinatio Aetheriae هي تسميات لاحقة للفترة ما بعد الكلاسيكية، وحسب هذا النوع الأدبي فالمؤلف رسالة، وليس مقتصرا على وصف رحلة ومسيرة. .

## اللغة
تكتب إغيريا بلغة لاتينية بسيطة بدون صيغات بلاغية. تعد رحلتها إحدى أهم الشهادات للانتقال من اللاتينية القديمة إلى اللاتينية العامية، والتي شكلت الأساس للغات الوطنية الرومانسية الناشئة تدريجياً. باحث فقه اللغات القديمة لوفشتاد Löfstedt جعل من نص غربة إثيريا نص أساس في دراسته الرائدة على المفردات وتركيب في اللاتينية المتأخرة. ترجمت إغيريا في الغالب التعابير اليونانية وأسماء الأماكن إلى اللاتينية.

## محتويات خط سير الرحلة
يحتوي الجزء الأول (الفصول من 1 إلى 23) على التقرير الفعلي عن رحلات إغيريا في الأراضي المقدسة. مفقود منه الجزء عن طريقها إلى الأرض المقدسة ووصف القدس والضفة الغربية. يبدأ التقرير الذي بقي بزيارتها إلى سيناء (الفصول 1-6). ويلي ذلك وصف زيارتها لمصر (الفصول 7-9) وبعد عودتها إلى القدس، زيارة جبل نيبو (الفصول 10-12).
التقرير له أهمية كبيرة بسبب الأوصاف التفصيلية لاللتورجيا المقدسية العتيقة في الجزء الثاني (الفصول 24-49). فمن بين أمور أخرى، توصف الليتورجيا في أعياد ولادة يسوع، وعيد دخول السيد إلى الهيكل، وعادات الصوم الكبير، والأسبوع المقدس، وعيد الفصح. تحكي إغيريا عن الموكب من بيت لحم إلى القدس بمناسبة ولادة يسوع المسيح، ومسيرة جبل الزيتون في أحد الشعانين وصلاة الليل التي أقيمت في جيتسماني مساء خميس الأسرار. كما تكتب عن تعظيم الصليب يوم الجمعة العظيمة. سرعان ما أدى تأثير الحجاج العائدين إلى ديارهم، بما في ذلك الأساقفة ورجال الدين المؤثرين، إلى تبني العديد من هذه الطقوس الدينية في كنائس الغرب والشرق.
إن رواية إغيريا التفصيلية للاحتفالات المسيحية المختلفة في الأرض المقدسة هي واحدة من أقدم وأهم الأوصاف للعبادة المسيحية المبكرة. في وصف واسع، تصف العديد من الكنائس والأديرة والأماكن المقدسة الموجودة هناك. ولا يزال المسيحيون الفلسطينيون يمارسون الكثير من هذه الطقوس والعادات حتى يومنا هذا.

## الموروث
هذا النص وصلنا من مجلد واحد فقط في دير مونتيكاسينو (Abbazia di Montecassino) من النصف الثاني للقرن الحادي عشر، الذي وجده عام 1884 جاموريني في مكتبة في أريتسو في وسط إيطاليا. نشر النص لأول مرة في عام 1887. النص غير مكتمل، خاصة في البداية، الأجزاء الكبيرة مفقودة.
تم تحديد جزأين صغيرين من مخطوطة أخرى من النص حوالي 900 م من آكيتاين بواسطة ألتورو Jesús Alturo في ملكية خاصة إسبانية في عام 2005، والتي سدّت فجوة صغيرة في مخطوطة أريتسو في الفصل 16.
تشير مقتطفات من مؤلفين آخرين (مثل بطرس الشماس وعن الأماكن المقدسة De Locis sanctis) ومدخلات في فهارس مكتبات العصور الوسطى إلى وجود نسخ أخرى.

## الطبعات والترجمات
- بول جيير: Itinera hierosolymitana saecvli IIII - VIII (= Corpus Scriptorum Ecclesiasticorum Latinorum Volume 39). Tempsky ، فيينا 1898، ص 35-101 (طبعة نصية، رقمية).
  - أعيد طبعها بتحسينات طفيفة في Itineraria وغيرها من المواقع الجغرافية (= Corpus Christianorum ، Series Latina Volume 175). بريبولز، تورنهاوت 1965، ص 29-103.
- ML McClure ، Charles Lett Feltoe: The Pilgrimage of Etheria : Society for Promotion Knowledge Christian، London 1919 (الترجمة الإنجليزية، رقمية).
- حج الأثيرية (Peregrinatio Aetheriae). تقديم وشرح هيلين بياتري، ترجمة كارل فريتسكا. بيرنينا، كلوسترنوبرغ 1958.
- رحلات إيجريا. تمت ترجمته حديثًا مع المستندات والملاحظات الداعمة التي كتبها جون ويلكينسون. SPCK ، لندن 1971، ISBN 0-281-02479-0 ؛ ثالثًا الطبعة Aris & Phillips ، Warminster 1999، طبع مع التصحيحات Aris & Philipps ، أكسفورد 2006، ISBN 0-85668-710-3 (الترجمة الإنجليزية مع التعليق).
- هربرت دونر: الحج إلى الأرض المقدسة. أقدم تقارير الحجاج الفلسطينيين المسيحيين (4. - 7). القرن) . Katholisches Biblwerk ، شتوتجارت 1979، ISBN 3-460-31841-4، ص 69-137 (الفصول 1-23، الترجمة الألمانية مع التعليق).
- Égérie: Journal de Voyage (Itinéraire) (= Sources chrétiennes . المجلد 296). مقدمة، نقد للنص، تقليد، ملاحظات، فهرس وكارتس بقلم بيير مارافال، فاليريوس دو بييرزو. Lettre sur la Bse Egerie. مقدمة ونصوص وتقليد من قبل مانويل سي دياز واي دياز. Les Éditions du Cerf ، باريس 1982، ISBN 2-204-01974-7 (طبعة مع ترجمة فرنسية).
- Egèria: Pelegrinage. Introducció ، نص، traducció i Notes de Sebastià Janeras. 2 مجلدات. Fundació Bernat Metge ، برشلونة 1986، ISBN 84-7225-325-2، ISBN 84-7225-333-3 (الترجمة الإسبانية، مع شرح ممتاز للتاريخ الليتورجي).
- Egeria: Itinerarium ، تقرير السفر. مع مقتطفات من Petrus Diaconus ، De locis sanctis. الأماكن المقدسة. لاتينية ألمانية. ترجمها وقدمها جورج رويكامب بالتعاون مع ديتمار ثونيس (= Fontes Christiani Volume 20). هيردر، فرايبورغ أنا. Br. 1995؛ 2، طبعة محسنة Herder ، Freiburg i. Br.2000 ، ISBN 3-451-22143-8 ؛ طبعة جديدة (= 3rd ، طبعة منقحة بالكامل) 2017 ISBN 978-3-451-38143-0 .
  - على هذا الأساس: Egeria ، Itinerarium. إدراج الدليل القديم للأرض المقدسة. ش. ترجم. v. Georg Röwekamp ، Freiburg (Br.) 2018، ISBN 978-3-451-37931-4 .
- Aetheria / Egeria: رحلة إلى الأرض المقدسة. اللاتينية / الألمانية من قبل كاي برودرسن. (مجموعة Tusculum). De Gruyter ، برلين / بوسطن 2016، ISBN 978-3-11-051811-5 .

## أدبيات
أدوات
- ماريك Starowieyski: قائمة المراجع . في: Augustianum المجلد 19، 1979، ص 297-318 (مراجعة كاملة للأدبيات حتى 1977).
- دين ر. بلاكمان، جافين ج. بيتس: كونكوردانديا في إتينياريوم إيغريا. التوافق مع Itinerarium Egeriae (= Alpha-Omega. الصف A ، المجلد 96). Olms-Weidmann ، Hildesheim and others 1989، ISBN 3-487-09075-9 .
- أنا إيزابيل ماغالون غارسيا: Concordancia lematizada de los Itinerarios de Egeria y Antonio. Departamento de Ciencias de la Antiguedad ، سرقسطة 1993، ISBN 84-600-8556-2 .

الأدب الثانوي
- هاجيث سيفان: من كانت إيغريا ؟ التقوى والحج في عصر Gratian . في: The Harvard Theological Review Volume 81، 1988، pp. 59-72 (القليل من البحث).
- هاجيث سيفان: الحج في الأرض المقدسة والجمهور الغربي: بعض التأملات في إيغريا ودائرتها . في: The New Classical Quarterly New Series Volume 38، 1988، pp. 528-535 (قليل البحث).
- Elisabeth Enss:
- جورج Röwekamp : إيجيريا. في: معجم الأدب المسيحي القديم . الثانية الطبعة. Herder ، Freiburg 1999، ISBN 3-451-23786-5، ص 185-186.
- هاينزجرد براكمان: يقف في مكان الفرح. القدس وإيجريا ونظام عبادة الكنيسة القديم. في: ليتاري القدس. منشور تذكاري للذكرى المائة لوصول الرهبان البينديكتين إلى القدس Zionsberg (= منتدى القدس اللاهوتي. المجلد 10). Aschendorff ، مونستر 2006، ISBN 978-3-402-07509-8، ص 175-185.
- Daniel Groß: (رقمي).
- كونستانتين كلاين: غرابة مألوفة - مناظر طبيعية رائعة. العمل على الوجود في تقرير السفر من Egeria. في: هيلج بومان، مايكل وايز وآخرون (إد.): هل تعبت من الطيران بالفعل؟ السفر والعودة كظواهر أنثروبولوجية ثقافية. Tectum ، ماربورغ 2010، ISBN 978-3-8288-2184-2، ص 159-174.
- Boris Hogenmüller:

## روابط الويب
- نصوص عن Egeria في فهرس مكتبة ألمانيا الوطنية
- Egeria .
- الدخول إلى Codex Aretinus 405 في Manus Online
- شخص ايغريا
- تقرير سفر إيغريا (لاتينية)

## هوامش
1. ↑  Ian Plant (2004). Women Writers of Ancient Greece and Rome (بالإنجليزية). Norman: University of Oklahoma Press. ISBN:978-0-8061-3622-6. QID:Q121536754.
2. ↑  Zur Datierung siehe Paul Devas: La date du voyage d’Égerie. In: Annalecta Bollandiana. Band 85, 1967, S. 165–194.
3. ↑  Palladios: Historia Lausiaca 55, 1.
4. ↑  Marius Férotin: Le véritable auteur de la Peregrinatio Silviae la vierge espagnole Ethéria. In: Revue des questions historiques Band 74 = N.S. 30, 1903, S. 367–397 (Digitalisat). نسخة محفوظة 18 يونيو 2018 على موقع واي باك مشين.
5. ↑  In den verschiedenen Manuskripten finden sich die Namensformen Egeria, Ecberia, Etheria („die Himmliche“), Heteria, Aetheria, Eiheria.
6. ↑  Karl Vretska (Übersetzer): Brief zum Lobe der hochseligen Aetheria, gerichtet von Valerius an seine Brüder, die Mönche von Vierzo. In: Hélène Pétré (Hrsg.): Die Pilgerreise der Aetheria (Peregrinatio Aetheriae). Bernina, Klosterneuburg 1958, S. 262–271; Manuel C. Diaz y Diaz: Valerius du Bierzo. Lettre sur la Bienheureuse Égérie. In: Égérie: Journal de Voyage (Itinéraire) (= Sources chrétiennes. Band 296). Les Éditions du Cerf, Paris 1982, ISBN 2-204-01974-7, S. 321–349.
7. ↑  Dazu mit allen Argumenten und Literatur für und gegen diese These Jesús Alturo: Deux nouveaux fragments de l'"Itinerarium Egeriae" du IXe–Xe siècle. In: Revue Bénédictine 115, 2005, S. 249 mit Anm. 19–20.
8. ↑  Auch dominae sorores „Damen Schwestern“ (46,1.4), zudem einfach dominae venerabiles „verehrte Damen“ (12,7) und dominae animae meae „Damen meiner Seele“ (19,19).
9. ↑  Marius Férotin: Le véritable auteur de la Peregrinatio Silviae la vierge espagnole Ethéria. In: Revue des questions historiques. Band 74 = N.S. 30, 1903, S. 367–397, hier S. 397 (Digitalisat), die Bibliothekskataloge nennen das Werk itinerarium Egerie abbatisse. نسخة محفوظة 13 مارس 2020 على موقع واي باك مشين.
10. ↑  Diese Ansicht war früher allgemein verbreitet; siehe etwa Martin Schanz، Carl Hosius: Geschichte der römischen Litteratur bis zum Gesetzgebungswerk des Kaisers Justinian (= Handbuch der Altertumswissenschaft. Band 8). Band 4,1. Dritte Auflage. C.H. Beck, München 1914, S. 399–403. hier: S. 399. 402 (Digitalisat); noch Agustín Arce: Itinerario de la Virgen Egeria (381-384) (= Biblioteca des Autores Cristianos. Band 416). 2. Auflage. Madrid 2010, spielt auf diese Stellung im Titel an. نسخة محفوظة 17 أبريل 2016 على موقع واي باك مشين.
11. ↑  Hagith Sivan: Holy Land Pilgrimage and Western Audiences: Some Reflections on Egeria and Her Circle. In: The Classical Quarterly. New Series, Band 38, 1988, S. 531.
12. ↑  Ingrid Baumgärtner: Biblische, mythische und fremde Frauen: Zur Konstruktion von Weiblichkeit in Text und Bild mittelalterlicher Weltkarten. In: Xenja von Ertzdorff, Gerhard Giesemann (Hrsg.): Erkundung und Beschreibung der Welt. Zur Poetik der Reise- und Länderberichte. Vorträge eines interdisziplinären Symposiums vom 19. bis 24. Juni 2000 an der Justus-Liebig-Universität Gießen. Rodopi, Amsterdam 2003, ISBN 90-420-0994-2, S. 31–86, hier S. 59.
13. ↑  Einar Löfstedt: Philologischer Kommentar zur Peregrinatio Aetheriae. Untersuchungen zur Geschichte der lateinischen Sprache. Almqvist & Wiksell, Uppsala/Haupt, Leipzig 1911 (Digitalisat); mehrere Nachdrucke: Almqvist & Wiksell, Uppsala/Harrassowitz, Leipzig/Blackwell, Oxford 1936, Wissenschaftliche Buchgesellschaft, Darmstadt 1968 und 1970. Siehe jetzt auch Veikko Väänänen: Le Journal-Epitre d'Égérie (Itinerarium Egeriae). Étude linguistique (= Annales Academiae Scientiarum Fennicae. Humaniora Band 230). Suomalainen Tiedeakatemia, Helsinki 1987, ISBN 951-41-0497-8. "نسخة مؤرشفة". مؤرشف من الأصل في 2009-04-04. اطلع عليه بتاريخ 2020-03-14.{{استشهاد ويب}}:  صيانة الاستشهاد: BOT: original URL status unknown (link)
14. ↑  Arezzo, Biblioteca della Fraternita dei Laici, Codex Aretinus VI 3, heute Arezzo, Biblioteca Città di Arezzo, Manoscritti 405; Beschreibung des Codex. نسخة محفوظة 13 مارس 2020 على موقع واي باك مشين.
15. ↑  Gian Francesco Gamurrini: S. Hilarii Tractatus de mysteriis et Hymni et s. Silviae Aquitanae Peregrinatio ad loca sancta, quae inedita ex codice arretino depropmpsit Ioh. Franciscus Gamurrini. Accedit Petri Diaconi liber de locis sanctis (= Biblioteca dell'Accademia storico-giuridica Band 4). Rom 1887; danach Gian Francesco Gamurrini: S. Silviae Aquitanae peregrinatio ad loca sancta. In: Studi e documenti di storia e diritto Band 9, 1888, S. 97–174 (Digitalisat). نسخة محفوظة 16 مارس 2020 على موقع واي باك مشين.
16. ↑  Jesús Alturo: Deux nouveaux fragments de l'"Itinerarium Egeriae" du IXe–Xe siècle. In: Revue Bénédictine Band 115, 2005, S. 241–250.